# Akis

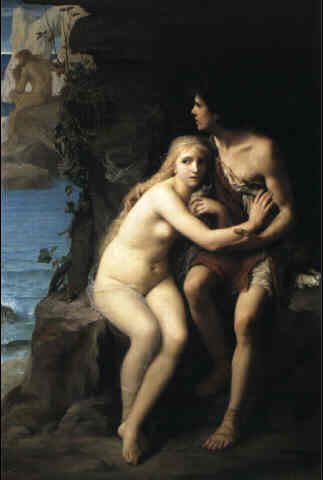
Akis und Galateia verbergen sich vor Polyphem (Gemälde von Édouard Zier, 1877)

Akis (altgriechisch Ἄκις Ákis, lateinisch Acis) war in der antiken Mythologie ein Sohn des Pan und der Nymphe Symaethis, einer Tochter des Symaethus, des Gottes des Flusses Simeto. Er liebte die Nereide Galateia und wurde deswegen von dem eifersüchtigen Zyklopen Polyphem mit einem Fels des Ätna erschlagen. Daraufhin verwandelt Galateia das aus Akis hervorströmende Blut in den Fluss Akis, der wegen seiner Kälte in der Antike sprichwörtlich war.
Durch die Veränderungen an der Ostflanke des Ätnas bei den zahlreichen Ausbrüchen ist die ursprüngliche Lage des Flusses Akis (italienisch Aci) nicht bekannt. Es wird vermutet, dass er ungefähr dem heutigen Fiume di Jaci bei Acireale entsprach.
Zur Rezeption des mythologischen Stoffes in der Kunst der Neuzeit siehe Galateia.